# Astartea astarteoides
Astartea astarteoides là một loài thực vật có hoa trong Họ Đào kim nương. Loài này được (Benth.) Rye mô tả khoa học đầu tiên năm 2006.